# 蘭学資料研究会
蘭学資料研究会（らんがくしりょう けんきゅうかい）は、かつて存在した日本の学術研究団体。江戸時代のオランダ書や資料をもとに、蘭学の歴史を調査研究した。1954年（昭和29年）に東京で発足した。

## 沿革
1953年（昭和28年）の夏頃に、国立国会図書館支部上野図書館の朝倉治彦と石山洋が構内の木造倉庫で江戸時代「蕃書調所」などの蘭書3630冊を偶然に発見した。関係者への内覧会でその重要性がすぐに認識され、これが翌年の「蘭学資料研究会」(蘭研)の発足につながった。会長には緒方洪庵の子孫で医学者の緒方富雄が就任した。
この会では、緒方が1989年に死去するまで約35年間、歴史学者、科学史家など多くの異分野の研究者が活発に研究発表し、蘭学と洋学の研究は大きく進展した。その活動成果は『蘭学資料研究 復刻版』としてまとめられている。その後、蘭学資料の研究は、日蘭学会や洋学史学会の活動に引き継がれて現在にいたる。